# فهد فاضل
فهد فاضل (انگلیسی: Fahadh Faasil؛ زادهٔ ۸ اوت ۱۹۸۲) هنرپیشه و تهیه‌کننده فیلم اهل هند است.
از فیلم‌ها یا برنامه‌های تلویزیونی که وی در آن نقش داشته‌است می‌توان به شراب قرمز، کوکتل، ۲۲ زن کوتایام، روزهای بنگلور، ویکرام، پوشپا: ظهور، جمعه، سوپر لوکس و مامانان (۲۰۲۳) اشاره کرد.
همچنین برندهٔ جوایزی همچون جایزه ملی فیلم بهترین بازیگر نقش مکمل مرد شده‌است.